# Nätkrullstjärna
Nätkrullstjärna (Henricia perforata) är en sjöstjärneart som först beskrevs av Otto Friedrich Müller 1776.  Nätkrullstjärna ingår i släktet Henricia och familjen krullsjöstjärnor. Arten är reproducerande i Sverige. Inga underarter finns listade i Catalogue of Life.